# Kaddatanad
Kadattanad (Kartinad) fou un estat tributari protegit, del tipus poligar o nad (territori sota un petit senyor o cap) a l'antic districte de Malabar a la presidència de Madras, entre la costa i els Ghats Occidentals; la part costanera era molt fèrtil però va patir seriosament de les devastacions de Tipu Sultan al darrer terç del segle XVIII, de manera que el poble no podia cultivar prou gra pel seu propi manteniment. La capital era Kuttipuram a 10° 50′ N, 76° 04′ E / 10.83°N,76.07°E.
L'estat fou fundat el 1564 per un cap nair que probablement va heretar el territori en línia masculina del Tekkalankur (regent del sud) del regne de Kolattiri; aquesta nissaga va regir el país fins a la invasió de Tipu Sultan; expulsat aquest el 1792 el raja nair fou restaurat i la família va conservar el govern fins al 1948.